# Asaphococcus amissus
Asaphococcus amissus är en insektsart som beskrevs av Jennifer M. Cox 1987. Asaphococcus amissus ingår i släktet Asaphococcus och familjen ullsköldlöss. Inga underarter finns listade i Catalogue of Life.